# Провулок Олександра Воїнова
Прову́лок Олекса́ндра Во́їнова — провулок у Подільському районі міста Києва, місцевість Куренівка. Пролягає від Сирецької вулиці до кінця забудови.

## Історія
Провулок виник у середині XX століття під назвою 733-тя Нова вулиця. 1953 року отримав назву провулок Одоєвського, назва на честь російського поета, декабриста Олександра Одоєвського. 
Сучасна назва на честь старшини Армії УНР, повстанського отамана Холодного Яру Олександра Воїнова — з 2022 року.

## Забудова
У провулку існує давніша забудова, ймовірно, це залишки старої Серебрянської вулиці, відомої до 1930-х років, яка сполучала Білицьку та Сирецьку вулиці.